# Genki Sudō
Pour les articles homonymes, voir Sudo (homonymie).
Genki Sudō (須藤 元気, Sudō Genki), surnommé « le Néo-samourai », est un sportif et homme politique japonais est né le 8 mars 1978, à Kōtō, Tokyo. C'est un pratiquant célèbre de combat libre.
Il est l'un des rares combattants à évoluer à la fois en kickboxing sur le circuit du K-1 et en combat libre sur celui de l'UFC, du ROMANEX et du hero's. Même si cela paraît étrange[pourquoi ?], Genki Sudo n'a jamais participé au Pride.
Il est particulièrement connu pour son charisme, ses entrées spectaculaires sur le ring et surtout son style de combat totalement inorthodoxe et pourtant très efficace : coup de pied retourné et sauté, coup de poing et de coude retourné, danse de l'homme ivre et kung-fu… mélangé à une excellente technique de grappling.

## Biographie
En 1993, à l'âge de 15 ans, Genki entre au collège et rejoint un club de lutte.
En 1996, alors qu'il est au Takushoku College, il devient champion junior du All Japan Junior Olympics, et participe au championnat du monde de lutte gréco-romaine.
Après l'obtention de son diplôme, il part pour les États-Unis et prend des cours de comédie au collège de Santa Monica en même temps que des courts de ju-jitsu au Beverley Hills Jujutsu Club.
Après l'obtention d'un nouveau diplôme, il retourne au Japon en aout 1999, et commence une carrière de combattant professionnel. Après des débuts dans la ligue de Pancrace et au Rings, il combat dans la prestigieuse ligue K-1 WORLD MAX en février 2002, et réalise son rêve la même année en participant à l'UFC 38.
Par la suite les succès s'enchainent, il met KO le médaillé olympique de taekwondo Kim Jingwu lors du K-1-World MAX de 2002, il gagne contre ButterBean qui fait alors 110 kg de plus que lui lors du K-1 Dynamite New Years Eve de 2003. En 2004 il met KO Royler Gracie lors du K-1 MMA-Romanex de mai.
À la fin de ses combats victorieux, Sudo a l'habitude de brandir un drapeau où le message « WE ARE ALL ONE » est inscrit blanc sur bleu.
Lors du K-1 Dynamite! du 31 décembre 2006, il remporte son combat au premier round par soumission (étranglement en triangle) contre Damacio Page. Après ce combat, et à la surprise générale, il annonce son retrait des rings, justifié essentiellement par des blessures récurrentes. Depuis, il a écrit deux livres et dirige un film nommé The R246 Story.
En 2010, il monte un groupe de pop-rock électronique nommé World Order, qu'il quittera en 2019.

### Politique
En 2019, en tant que membre du Parti démocrate constitutionnel (PDC), il est élu membre de la Chambre des conseillers, la chambre haute du Japon. Il quitte néanmoins le PDC en 2020 et, quatre ans plus tard, en avril 2024, il renonce à son siège pour se présenter aux élections législatives partielles dans la quinzième circonscription de Tokyo en tant qu'indépendant, mais il est battu par la candidate du PDC Natsumi Sakai (ja),,.

## Palmarès

### Palmarès MMA
| 15 victoires (1 (T)KOs, 12 soumissions, 2 décisions), 4 défaites (1 (T)KOs, 3 décisions), 2 égalité. |                   |                               |                                             |                     |       |       |
| Résultat                                                                                             | Adversaire        | Méthode                       | Nom de l'évènement                          | Date                | Round | Temps |
| Victoire                                                                                             | Damacio Page      | Soumission (Triangle Choke)   | K-1-Premium 2006 Dynamite!!                 | 12/31/2006          | 1     | 3:05  |
| Victoire                                                                                             | Ole Laursen       | Décision                      | K-1-Hero's 4                                | 3/15/2006           | 3     | 5:00  |
| Défaite                                                                                              | Norifumi Yamamoto | TKO (Poings)                  | K-1-Premium 2005 Dynamite!!                 | 12/31/2005          | 1     | 4:39  |
| Victoire                                                                                             | Hiroyuki Takaya   | Soumission (Triangle Choke)   | K-1-Hero's 3                                | 9/7/2005            | 2     | 3:47  |
| Victoire                                                                                             | Kazuyuki Miyata   | Soumission (Armbar)           | K-1-Hero's 3                                | 9/7/2005            | 2     | 4:45  |
| Victoire                                                                                             | Ramon Dekkers     | Soumission (Heel Hook)        | K-1-Hero's 1                                | 3/26/2005           | 1     | 2:54  |
| Victoire                                                                                             | Royler Gracie     | KO (Poings)                   | K-1 MMA-ROMANEX                             | 5/22/2004           | 1     | 3:40  |
| Victoire                                                                                             | Mike Thomas Brown | Soumission (Triangle/Armbar)  | UFC 47-It's On                              | 4/2/2004            | 1     | 3:31  |
| Victoire                                                                                             | Eric Esch         | Soumission (Heel Hook)        | K-1-Premium 2003 Dynamite!!                 | 12/31/2003          | 2     | 0:41  |
| Défaite                                                                                              | Duane Ludwig      | Décision (Unanimous)          | UFC 42-Sudden Impact                        | 4/25/2003           | 3     | 5:00  |
| Victoire                                                                                             | Leigh Remedios    | Soumission (Rear Naked Choke) | UFC 38-Brawl at the Hall                    | 7/13/2002           | 2     | 1:38  |
| Victoire                                                                                             | Kenichi Yamamoto  | Submission (Rear Naked Choke) | Rings-World Title Series 5                  | 12/21/2001          | 2     | 1:46  |
| Victoire                                                                                             | Brian Lo-A-Njoe   | Soumission (Triangle Choke)   | Rings-Battle Genesis Vol. 8                 | 9/21/2001           | 1     | 2:17  |
| Victoire                                                                                             | Craig Oxley       | Soumission (Achilles Lock)    | Pancrase-Trans 6                            | 10/31/2000          | 1     | 3:14  |
| Égalité                                                                                              | Andre Pederneiras | Égalité                       | C2K-Colosseum 2000                          | 5/26/2000           | 1     | 15:00 |
| Défaite                                                                                              | Kiuma Kunioku     | Décision (Unanimous)          | Pancrase-Trans 2                            | 2/27/2000           | 2     | 3:00  |
| Victoire                                                                                             | Nathan Marquardt  | Soumission (Armbar)           | Pancrase-Breakthrough 11                    | 12/18/1999          | 1     | 13:31 |
| Victoire                                                                                             | Victor Hunsaker   | Soumission (Elbows)           | Pancrase-Breakthrough 9                     | 10/25/1999          | 1     | 1:43  |
| Défaite                                                                                              | Minoru Toyonaga   | Décision (Unanimous)          | Pancrase-1999 Neo-Blood Tournament, Round 2 | 8/1/1999 6:00:00 PM | 2     | 3:00  |
| Victoire                                                                                             | Kousei Kubota     | Décision (Unanimous)          | Pancrase-1999 Neo-Blood Tournament, Round 1 | 8/1/1999            | 2     | 3:00  |
| Égalité                                                                                              | Tiki Ghosn        | Égalité                       | ES 2-Extreme Shoot 2                        | 6/6/1998            | N/A   | -     |

## Filmographie
- 2002 : Kyoki no Sakura
- 2003 : Straw Very Short Fim
- 2005 : Fly Daddy Fly
- 2005 : Tobi ga Kururi t
- 2010 : Kamen Rider W Forever: A to Z/The Gaia Memories of Fate
- 2012 : Rurōni Kenshin